# Dębniańskie Mokradła
Dębniańskie Mokradła este o arie protejată (sit de importanță comunitară — SCI) din Polonia întinsă pe o suprafață de 5.288,85 ha, integral pe uscat.

## Localizare
Centrul sitului Dębniańskie Mokradła este situat la coordonatele 51°20′57″N 16°34′13″E / 51.3493°N 16.5703°E.

## Înființare
Situl Dębniańskie Mokradła a fost declarat sit de importanță comunitară în aprilie 2004 pentru a proteja 15 specii de animale.

## Biodiversitate
Situată în ecoregiunea continentală, aria protejată conține 8 habitate naturale: Pajiști cu Molinia pe soluri calcaroase, turboase sau argilos-nămoloase (Molinion caeruleae), Pajiști aluvionare inundabile, de Cnidion dubii, Fânețe de joasă altitudine (Alopecurus pratensis, Sanguisorba officinalis), Mlaștini turboase de tranziție și turbării mișcătoare, Păduri de stejar și carpen Galio-Carpinetum, Păduri acidofile de stejar bătrân cu Quercus robur pe câmpii nisipoase, Păduri aluvionare cu Alnus glutinosa și Fraxinus excelsior (Alno-Padion, Alnion incanae, Salicion albae), Păduri mixte riverane de Quercus robur, Ulmus laevis și Ulmus minor, Fraxinus excelsior sau Fraxinus angustifolia, de-a lungul marilor râuri (Ulmenion minoris).
La baza desemnării sitului se află mai multe specii protejate:
- amfibieni (2): buhai de baltă cu burta roșie (Bombina bombina), triton cu creastă (Triturus cristatus)
- mamifere (5): liliac cârn (Barbastella barbastellus), castor (Castor fiber), vidră de râu (Lutra lutra), liliac cu urechi mari (Myotis bechsteinii), liliac comun (Myotis myotis)
- nevertebrate (6): croitorul mare al stejarului (Cerambyx cerdo), fluturele de noapte (Eriogaster catax), fluturele flitirar (Euphydryas maturna), fluturele purpuriu (Lycaena dispar), Phengaris nausithous, Phengaris teleius
- pești (2): țipar (Misgurnus fossilis), boarță (Rhodeus amarus)